# Seidwitz
Seidwitz (oberfränkisch: Saiwatz) ist ein Gemeindeteil der Stadt Creußen im Landkreis Bayreuth (Oberfranken, Bayern). Die Gemarkung Seidwitz hat eine Fläche von 3,799 km². Sie ist in 548 Flurstücke aufgeteilt, die eine durchschnittliche Flurstücksfläche von 6932,20 m² haben.

## Lage
Das Kirchdorf liegt im Norden der Fränkischen Alb und vier Kilometer östlich der Stadtmitte von Creußen. Seidwitz liegt eineinhalb Kilometer östlich der Nordspitze eines langgestreckten Höhenzuges, dessen höchste Erhebungen Kuhberg, Schloßberg und Funkenberg sind. Die Flurgebiete Grobnberg und Geißgraben liegen im Ostsüdosten bzw. Westnordwesten des Dorfes und der bewaldete Höhenzug Holzleite in dessen Südwesten. Am östlichen Ortsrand fließt außerdem der Bieberswöhrbach vorbei. Die Staatsstraße 2184 führt nach Unterschwarzach (1,5 km nordöstlich) bzw. nach Neuhof (2 km westlich). Gemeindeverbindungsstraßen führen nach Tiefenthal (2 km nordwestlich) und zur Kreisstraße BT 19 (1 km südlich).

## Geschichte
Urkundliche Erwähnungen von Seidwitz in historischen Dokumenten waren:
- 1320: „Seitwitz“
- 1398: „Seitwicz“
- 1406: „Görg der Trawtenberger zu Seitwicz“
- 1416: „Seitwitz“
- 1557: „Seidwitz ... die zwen Sicz mit zwingern, gräben, hofraitten, gepeu ...“ (Lehen derer von Armin zu Seidwitz)

Der Ortsname geht den ältesten Schreibungen nach wahrscheinlich auf die Bezeichnung „Žitovici“ zurück, was „Ort des Žit“ bedeutet. Die Endung -witz lässt auf eine slawische Herkunft des Ortsnamens schließen. Die historischen Hausnummern beginnen am nordöstlichen Dorfrand am Weg in Richtung Birk, der heutigen Hauptstraße 31 und 30. Dann schließen in etwa zehn weitere Hausnummern kreisrund um die Abzweigung der heutigen Ortsstraße und der Prebitzer Straße an. Die Flurnamenbezeichnung "Burg" wird für den Hügel östlich des Dorfes verwendet. Ein Bodendenkmal am Fuß dieses Hügels im heutigen Zentrum des Dorfes gegenüber des Dorfplatzes rund um den ehemaligen Brauereigasthof Knopf (heutige Hausnummer Hauptstraße 22) wird als mittelalterlicher Burgstall derer von Arnim identifiziert.
In der Fraisch unterstand Seidwitz dem brandenburg-bayreuthischen Kasten- und Stadtvogteiamt Creußen. Von 1791/92 bis 1810 wurde der Ort vom preußischen Justiz- und Kammeramt Pegnitz verwaltet. Im 18. Jahrhundert gehörte das Rittergut der Familie von Arnim und zum Ritterkanton Gebürg.
Mit dem Gemeindeedikt wurde Seidwitz 1812 dem Steuerdistrikt Birk zugewiesen. Zugleich entstand die Ruralgemeinde Seidwitz. Sie unterstand in Verwaltung und Gerichtsbarkeit dem Landgericht Schnabelwaid. Mit dem Gemeindeedikt von 1818 wurde Eichschlag von der Gemeinde Birk an Seidwitz überwiesen, was am 1. Oktober 1857 wieder rückgängig gemacht wurde. Im Rahmen der Gebietsreform in Bayern wurde Seidwitz am 1. Mai 1978 in die Stadt Creußen eingegliedert.

## Baudenkmäler
Im nördlichen Teil des Dorfes steht die evangelische Filialkirche (Standort), ein denkmalgeschütztes Bauwerk, dessen Anfänge in die Mitte des 17. Jahrhunderts zurückreichen. Weitere Baudenkmäler sind ein Gefallenendenkmal (Standort) und ein Gasthofsgebäude (Standort), das an der Hauptstraße gegenüber dem Dorfplatz liegt.

## Wirtschaft und Infrastruktur

### Unternehmen
Im Ort gibt es mehrere Baufirmen, einen Fliesenleger Betrieb, eine Metallbau Firma, einen Elektro Betrieb.

### Verkehr
Vom ÖPNV wird das Dorf an einer Haltestelle der Regionalbuslinie 374 des VGN bedient. Diese verbindet Seidwitz mit dem Bayreuther Hauptbahnhof, obwohl der knapp vier Kilometer entfernte Bahnhof Creußen(Oberfr) der nächstgelegenere Eisenbahnhaltepunkt ist.

## Religion
Ebenso wie die protestantisch geprägte Kernstadt gehört die Bevölkerung von Seidwitz überwiegend der evangelisch-lutherischen Konfession des Christentums an. Die Protestanten gehören zur Tochterkirchengemeinde Seidwitz, die lange Jahre von der evangelischen Pfarrei Creußen betreut wurde. Inzwischen bildet die Kirchengemeinde Seidwitz zusammen mit der evangelischen Kirchengemeinde Birk eine Pfarrei, während die römisch-katholischen Bewohner der katholischen Pfarrei in Thurndorf angehören.